# Матијас Кабурек
Матијас Кабурек (Беч, 9. фебруар 1911. — 17. фебруар 1976) био је аустријски фудбалер.

## Каријера
Рођен у Бечу, Кабурек је већи део своје каријере играо у локалном гиганту Рапиду. Такође је играо заједно са сународником и колегом на Светском првенству Францом Цизаром.

## Репрезентација
Као играч Кабурек је био део фудбалске репрезентације Аустрије на Светском првенству у фудбалу 1934. Одиграо је и једну утакмицу за Немачку  1939.